# Lake Heights
Lake Heights är en förort i Australien.   Den ligger i kommunen City of Wollongong och delstaten New South Wales, i den sydöstra delen av landet, 180 km nordost om huvudstaden Canberra. Lake Heights ligger 16 meter över havet och antalet invånare är 2 922.
Terrängen runt Lake Heights är platt åt sydost, men åt nordväst är den kuperad. Havet är nära Lake Heights åt sydost. Trakten är tätbefolkad. Närmaste större samhälle är Wollongong, 7,2 km norr om Lake Heights. 